# 趙安宗
趙安宗（343年—363年4月16日），下邳郡僮县（今江苏省沭阳县）人，治書侍御史趙彪孙女，平原太守趙裔之女，南朝宋武帝劉裕的母親，也是劉裕父親劉翹的第一任妻子。母亲孙氏是东莞人。有两个兄弟赵宣之，赵伦之。升平四年（360年），與劉翹結婚。興寧元年（363年）四月二日生劉裕，當日即因生產而死，年二十一歲。
南朝宋初年，為她追上諡號為孝穆皇后，稱其墓地為興寧陵。永初二年（421年），經有司單位建議，追贈趙安宗之父趙裔為光祿大夫，趙安宗之母孫氏為豫章郡建昌縣君，並賜其子孫食祿。

## 延伸阅读
[在维基数据编辑]
 《南史·卷11》，出自李延壽《南史》